# Eva Navarro
Eva María Navarro García (* 27. Januar 2001 in Yecla) ist eine spanische Fußballspielerin. Ihre bevorzugte Position ist der Angriff, zumeist agiert sie als Außenstürmerin.

## Karriere

### Vereine
Eva Navarro begann beim örtlichen Frauenfutsalverein SD Hispania in ihrer Geburtsstadt Yecla mit dem Fußballsport. Im nahegelegenen Pinoso spielte sie später mit Jungen drei Jahre lang für Pinoso CF Feldfußball. Mit 13 Jahren wechselte sie zum Frauenfußballklub Sporting Plaza Argel aus Alicante. Mit letzteren debütierte sie im Alter von 15 Jahren in der ersten Mannschaft, die zu jener Zeit in der Segunda División spielte. Sowohl 2016/17 als auch 2017/18 erreichte sie mit ihrer Mannschaft das Aufstiegs-Playoff in die Primera División, scheiterte dort jedoch an Madrid CFF bzw. dem FC Málaga. Ihr Talent blieb jedoch nicht unbemerkt und im Sommer 2018 verpflichtete der Erstligist UD Levante die 17-jährige Eva Navarro. In ihrer ersten Spielzeit in der höchsten Spielklasse kam sie zumeist von der Bank, brachte es jedoch auf 22 Einsätze und erzielte ein Tor für Levante. Ihren Durchbruch hatte Eva Navarro in der Saison 2019/20, mit acht Toren in 20 Spielen war sie in der aufgrund der COVID-19-Pandemie verkürzten Spielzeit gleichauf mit Alba Redondo die erfolgreichste Torschützin ihrer Mannschaft, UD Levante beendete die Meisterschaft auf Rang drei. Im März 2021 zog sich die junge Stürmerin im Training einen Kreuzbandriss am linken Knie zu und fiel für mehrere Monate aus. Am 31. Oktober 2021 kehrte sie in einer Ligabegegnung gegen Sporting Huelva von ihrer schweren Verletzung zurück, erlitt jedoch am 19. Dezember erneut eine partielle Ruptur des Kreuzbandes am operierten Knie und fiel für den Rest der Saison aus. Im Sommer 2022 unterschrieb sie für Atlético Madrid und konnte am 4. Dezember dieses Jahres, von ihrer Verletzung genesen, wieder ein Meisterschaftsspiel bestreiten. In der Folge entwickelte sie sich zu einer tragenden Spielerin im Kader der Madrileninnen und brachte es bis zum Ende der Saison auf 19 Ligaeinsätze und sechs Tore. Im Spanischen Pokal erreichte sie mit ihrer Mannschaft das Endspiel und setzte sich hier im Elfmeterschießen gegen den Lokalrivalen Real Madrid durch. Nach einem weiteren Jahr in den Reihen von Atlético, in dem sie den dritten Platz in der Liga und damit die Qualifikation für die Champions League 2024/25 erreichte, wechselte Eva Navarro zu Real Madrid.

### Nationalmannschaft
Eva Navarro debütierte im Zuge der Europameisterschaft 2016 für die U17-Nationalmannschaft. Mit ihrer Mannschaft scheiterte sie erst im Endspiel mit 2:3 im Elfmeterschießen an Deutschland. Eva Navarro brachte es auf zwei Einsätze in der Vorrundengruppe. Bei der U17-WM 2016 stand sie erneut im Endrundenkader. Mit ihrer Landesauswahl erreichte sie den dritten Platz und steuerte selbst in sechs Spielen drei Tore bei. Bei der U17-EM 2017 gelangte Navarro mit Spanien ins Endspiel, scheiterte dort jedoch mit 1:3 im Elfmeterschießen an Deutschland. Ihr erster Titelgewinn glückte Eva Navarro bei der U17-EM 2018, als sie sich mit Spanien im Endspiel 2:0 gegen Deutschland durchsetzen konnte. Eva Navarro erzielte sechs Tore in fünf Spielen, darunter beide Treffer im Finale, und wurde für ihre herausragenden Leistungen in die Mannschaft des Turniers gewählt. Im August jenes Jahres bestritt sie mit der U20 die Weltmeisterschaft, wo Spanien erst im Endspiel mit 1:3 an Japan scheiterte. Im Herbst jenes Jahres stand Eva Navarro im Aufgebot für die U17-WM 2018. Ihre Landesauswahl gewann zum ersten Mal in der Geschichte einen Weltmeistertitel im Frauenfußball. Im Endspiel setzten sich die Spanierinnen mit 2:1 gegen Mexiko durch, sie selbst brachte es bei sechs Einsätzen auf zwei Tore. Mit der U19 bestritt sie die EM 2019 und erreichte das Halbfinale, wo ihre Mannschaft Frankreich mit 1:3 nach Verlängerung unterlag.
Am 17. Mai 2019 debütierte Eva Navarro bei einem 4:0-Testspielsieg gegen Kamerun in der A-Nationalmannschaft. Ihr erstes Tor erzielte sie am 27. November 2020 im Zuge der Qualifikation zur EM 2022, beim 10:0-Sieg gegen Moldau. Bei der Weltmeisterschaft 2023 stand sie erstmals im Kader einer Endrunde und konnte mit ihrer Mannschaft durch ein 1:0 im Finale gegen England den Titel gewinnen, wobei sie auf fünf Einsätze kam und zwei Torvorlagen beisteuerte. In der Saison 2023/24 folgte der Sieg bei der UEFA Women’s Nations League.

## Erfolge
Verein
- Spanischer Pokal: 2022/23

Spanische Nationalmannschaft
- Weltmeisterin: 2023
- UEFA Women’s Nations League: 2023/24
- U17-Weltmeisterin: 2018
- U17-Europameisterin: 2018

Individuelle Erfolge und Ehrungen
- Wahl in die Mannschaft des Turniers bei der U17-EM 2018